# アーツ・アンド・アーキテクチュア
アーツ・アンド・アーキテクチュア（1938-1967年）は、アメリカ合衆国の建築雑誌。1962年までの編集、発行人はジョン・エンテンザ。グラハム財団の指揮をとるためにエンテンザが去った後は、デイヴィッド・トラヴァースに引き継がれる。ケース・スタディ・ハウスのスポンサーとなったことで著名である。
同誌に掲載されたことによって有名になった芸術家、建築家には、ハンス・ホフマン、クレイグ・エルウッド、ラファエル・ソリアーノ、マーガレット・デパッタ、ジョージ・ナカシマ、バーナード・ローゼンタル、チャールズ・イームズ、コンラッド・ワハスマン、フランク・ゲーリー、ハンス・ホラインなど枚挙に暇がない。当時のアメリカの雑誌としては最高水準のグラフィックデザインを体現し、アルヴィン・ラスティック、ハーバート・マター、ジョン・フォリスら、才能あふれるデザイナーを使用した。エスター・マッコイをはじめとする執筆陣にも高い評価が与えられた。
出版社タッシェン（TASCHEN ）は、1945年から1967年までの全内容を、デイヴィッド・トラヴァースの指揮のもと、再発行する準備を進めており、2008年春の出版が予定されている。